# Helena Roerich
Helena Ivanovna Roerich (nacida Shaposhnikova; en ruso: Елéна Ивáновна Рéрих; 12 de febrero de 1879 - 5 de octubre de 1955) fue una teósofa, escritora y figura pública rusa. A principios del siglo XX, creó, en cooperación con los Maestros de Oriente, una enseñanza filosófica de Ética Viviente ("Agni Yoga"). Fue organizadora y participante de actividades culturales en los Estados Unidos, realizadas bajo la guía de su esposo, Nicholas Roerich. Junto con su esposo, participó en expediciones a regiones de Asia Central de difícil acceso y poco investigadas. Fue Presidenta Honoraria-Fundadora del Instituto de Estudios del Himalaya "Urusvati" en India y coautora de la idea del Tratado Internacional para la Protección de Instituciones Artísticas y Científicas y Monumentos Históricos (Pacto Roerich). Tradujo dos volúmenes de la Doctrina Secreta de HP Blavatsky, y también seleccionó las Cartas de Mahatma (Copa del Este), del inglés al ruso.

## Biografía

### Primeros años de vida
Roerich nació en la familia de Iván Ivánovich Sháposhnikov, un conocido arquitecto de San Petersburgo.
Yekaterina Vasílievna Sháposhnikova, la madre de Roerich, pertenecía a una antigua familia Golenischev-Kutuzov, que se originó en Novgorod a fines del siglo XIII. Los miembros significativos de esta familia incluyeron al mariscal de campo Mijaíl Ilariónovich Goleníschev-Kutúzov, un conocido poeta de finales del siglo XIX; Arseni Arkádievich Goleníschev-Kutúzov, compositor; y Modest Petróvich Músorgski.
Roerich creció y se educó en las ricas tradiciones culturales de su familia. Desde niña fue curiosa e independiente. Mostró talento en varias áreas, tocando el piano y, a la edad de siete años, leyendo y escribiendo en tres idiomas. Desde muy joven comenzó a leer libros artísticos, históricos, espirituales y filosóficos.
En 1895, Roerich se graduó del Mariinsky Gymnasium en San Petersburgo con una "medalla de oro", un premio especial a la excelencia en el estudio. Aunque la educación que recibió allí fue de gran calidad, Roerich a menudo estudiaba adicionalmente por su cuenta. Aprendió pintura, conocía bien la literatura rusa y europea, estudió la historia de la religión y la filosofía, y se interesó mucho por las obras de los filósofos indios Ramakrishna, Vivekananda y Rabindranath Tagore.
Después de terminar su educación en el Gymnasium, Roerich ingresó en la escuela privada de música de San Petersburgo, dirigida por el pianista I.A. Borovka. Fue una figura destacada en la cultura musical de Petersburgo de la época y fue mentor personal de Roerich.
Después de graduarse, cuyo objetivo principal era revelar a los candidatos más talentosos que deberían recibir educación musical superior, Roerich tenía la intención de continuar su educación en el conservatorio de San Petersburgo. Pero sus familiares le prohibieron ingresar al conservatorio, preocupados de que se interesara por las ideas revolucionarias que se encuentran en el ambiente estudiantil. Por lo tanto, Roerich continuó su educación en casa, donde perfeccionó su comprensión de idiomas extranjeros y leyó muchas cosas.

### Matrimonio y familia

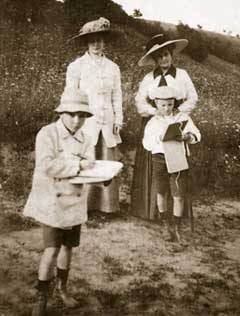
H.Roerich con sus hijos

Roerich y su madre a menudo pasaban el verano en Bologoye en la región de Novgorod, con su tía E.V. Putyatina, en la propiedad de su esposo, el príncipe P.A. Putyatin. En 1899, en Bologoye, conoció al pintor y arqueólogo Nicolás Konstantinovich Roerich. Se enamoraron y, a pesar de la oposición de sus familiares, en 1901, ella y Nicolás se casaron en San Petersburgo.
En 2001, en el lugar de Bologoye donde se conocieron por primera vez, se estableció un monumento llamado "Monumento del amor". Contiene una cita del ensayo de N. Roerich "La Universidad": "Conocí a Lada, mi compañero de vida e inspirador, en Bologoye, en la finca del Príncipe P.A. Putyatin. ¡Alegría!". Esta fue una fuerte alianza de dos personas amorosas unidas por profundos sentimientos mutuos y puntos de vista comunes. N. Roerich escribió sobre su matrimonio en sus últimos años: "Pasamos amigablemente cualquier obstáculo. Y los obstáculos se convirtieron en posibilidades. Dediqué mis libros: "A Helena, mi esposa, amiga, compañera e inspiradora". Muchas de las pinturas de Roerich fueron el resultado de su creatividad común. Él la llamó "La que conduce" en sus libros, y afirmó que en muchos de sus lienzos, se deben escribir dos firmas: la suya y la de Roerich.“Creamos juntos, y no sin razón se decía que las obras debían tener dos nombres, de mujer y de hombre.
Nicholas y Roerich tuvieron dos hijos. En agosto de 1902 nació su hijo mayor, George. Más tarde, se convirtió en un científico y orientalista de renombre mundial. Su hijo menor, Svetoslav, nació en octubre de 1904. Se hizo pintor. 
Roerich apoyó todas las iniciativas de su esposo y profundizó en todos sus campos de estudio. En 1903 y 1904, viajaron juntos por cuarenta antiguas ciudades rusas para encontrar fuentes de historia y cultura nacionales. Durante estos viajes, Roerich había tomado fotografías profesionales de iglesias, monumentos arquitectónicos, pinturas y ornamentos. También dominó el arte de la restauración y, junto con Nicholas Konstantinovich, recuperó algunas de las obras maestras de grandes artistas como Rubens, Breugel, Van Dyke y van Orley, que habían quedado ocultas por las últimas capas de pintura. También desplegó su intuición artística coleccionando obras de arte y antigüedades. Roerich reunió una hermosa colección familiar, compuesta por más de 300 obras, que luego trasladaron al Museo del Hermitage. Roerich también conocía bien la arqueología. Junto con su esposo, a menudo partía para excavaciones en las regiones de Novgorod y Tver, y participaba en el trabajo.
N. Roerich y sus hijos tenían un gran concepto de Roerich y la consideraban una líder espiritual y guardiana de los cimientos de la familia. En 1916, a causa de una grave enfermedad pulmonar, ante la insistencia del médico, la familia Roerich se trasladó a Finlandia (Serdobol), a orillas del lago Ladoga. En 1918, Finlandia declaró su independencia y cerró la frontera rusa. En 1919, la familia se mudó a Inglaterra y estableció su hogar en Londres.
Aquí, en 1920, Roerich, en colaboración con un grupo de pensadores anónimos y filósofos de Oriente, que de acuerdo con la tradición espiritual de la India fueron llamados "Los Grandes Maestros" (Mahatmas), comenzó a trabajar para la Enseñanza de la Ética Viviente (Agni Yoga).

### Viajes
En 1920, N.K. Roerich recibió una invitación para realizar una gira por los Estados Unidos con una exposición de sus pinturas. Por lo tanto, la familia de Roerich se mudó a la ciudad de Nueva York. Aquí, la actividad cultural se organizó bajo el liderazgo de N. Roerich en asociación con Roerich. La culminación de esto fue la fundación en América del Nicholas Roerich Museum, el Master-Institute of United Arts, la International painter's association  "Cor Ardens" (Corazones llameantes), y el International Art Centre "Corona Mundi" ("Corona de los Mundo").
En diciembre de 1923, Roerich y su familia se mudaron a la India. Este país siempre había sido de gran interés para los Roerich. La adoración de la India y su cultura espiritual no era inusual entre algunos intelectuales rusos de la época, sintiendo que sus búsquedas morales coincidían con la tradición espiritual india.
De 1924 a 1928, Roerich participó en una expedición de Asia Central organizada por N.K. Roerich, que viajó a través de regiones de difícil acceso y poco investigadas de India, China, Rusia-Altái, Mongolia y Tíbet . Durante la expedición se realizaron investigaciones en temas como historia, arqueología, etnografía, historia de la filosofía, artes y religiones y geografía. Se cartografiaron picos y pasos de montañas previamente desconocidos, se encontraron manuscritos raros y se recopiló rico material lingüístico. Se prestó especial atención a revelar la unidad histórica de las culturas de varios pueblos. La expedición se llevó a cabo en condiciones muy difíciles. Roerich compartió todas las dificultades del viaje con los demás: pasajes difíciles, ataques de ladrones y obstáculos creados por oficiales ingleses que casi resultaron en la muerte de la expedición. En abril de 1925, cuando la expedición de N. Roerich se quedó en Gulmarg, Roerich comenzó a traducir del inglés al ruso una extensa selección de las "Cartas de Mahatma" de Blavatsky, que publicó en Londres en 1923. También escribió un libro llamado "Cáliz de Oriente", que se publicó ese año con el seudónimo de "Iskander Khanum".
El manuscrito de Roerich "Fundamentos del Budismo" se publicó en 1926, en Urga (ahora Ulan-Bator), donde se alojaba su expedición en ese momento. En este libro se interpretaron las nociones filosóficas fundamentales de la Enseñanza de Buda. El libro también habló sobre la base moral de esta Enseñanza y ayudó a despertar el interés por el budismo en Occidente.
En 1927, se publicó uno de los libros de Ética Viviente ("Comunidad") en el mismo lugar de Mongolia. Después de terminar la expedición a Asia Central, Roerich permaneció en la India, en el valle de Kullu, Himachal Pradesh. Allí, en 1928, habían fundado un Instituto de Estudios del Himalaya "Urusvati" (esto significa "Luz de la Estrella de la Mañana" en sánscrito). Fue planeado como instituto para el estudio complejo de las regiones asiáticas que ejercieron influencia en el desarrollo de la cultura mundial. Entre las tareas de "Urusvati" estaba el complejo estudio del ser humano, sus características psíquicas y fisiológicas. Roerich se convirtió en Presidenta Honoraria-Fundadora del instituto y participó activamente en la organización de su trabajo. Siendo una sutil conocedora del arte y una profunda filósofa, conocía bien los problemas científicos del instituto y, a menudo, dirigía las investigaciones como científica experimentada. La tarea principal de la actividad de Roerich fue estudiar el antiguo pensamiento filosófico de Oriente.
Roerich había soñado que en algún momento se levantaría una ciudad del conocimiento en el valle de Kullu, que se convertiría en un centro científico internacional. Más tarde, "Urusvati" se convirtió en un gran instituto internacional que unió a científicos de renombre de muchos países. J. Bose, R. Tagore, A. Einstein, R. Millikan, L. de Broglie, R. Magoffin, S. Gedin, S.I. Metalnikov, N.I. Vavilov et al. había colaborado con él.
En Kullu, Roerich continuó su trabajo en Ética Viviente, la principal obra de su vida. En 1929, su trabajo "Cryptograms of the East" ("En la encrucijada del este") se publicó en París en ruso con el seudónimo de Josephine Saint-Hilaire. Esta obra contiene leyendas apócrifas y parábolas de la vida de grandes devotos y maestros de la humanidad: Buda, Cristo, Apolonio de Tiana, Akbar el Grande, San Sergio de Radonezh. Roerich dedicó un ensayo especial "La bandera de San Sergio de Radonezh" a la imagen del Salvador y Defensor de la tierra rusa. En este ensayo unió conocimientos de historia y teología con profundo y reverente amor al ermitaño. Este ensayo fue incluido en el libro "Estandarte de San Sergio de Radonezh", publicado bajo el seudónimo de N. Yarovskaya en 1934.

### Vida posterior
En la primera mitad de la década de 1930, Roerich tradujo del inglés al ruso dos volúmenes de la obra fundamental de H.P. Blavatsky , La doctrina secreta.
Un lugar especial en la creatividad de Roerich pertenece a su herencia epistolar. Mantuvo correspondencia con más de 140 personas. La geografía de las letras involucra varios continentes. Entre los corresponsales de Roerich había amigos, seguidores, trabajadores culturales y figuras políticas. En sus cartas, Roerich respondió a numerosas preguntas, explicó los problemas filosóficos y científicos más complejos y los fundamentos de la Ética Viviente. Escribió sobre las grandes Leyes del Cosmos, el significado de la vida humana, la importancia de la cultura para la evolución humana y los Grandes Maestros.
En 1940, se publicó en Riga una edición en dos volúmenes de Letters of Helena Roerich. El International Centre of the Roerichs publica un juego completo de las cartas de Roerich, donde se conserva su patrimonio epistolar. Fue transferido a ICR por S.N. Roerich en 1990.
Durante la expedición a Manchuria de N.K. Roerich, Roerich mantuvo correspondencia con organizaciones internacionales y coordinó actividades para apoyar el Pacto Roerich, un acuerdo internacional para la protección de instituciones artísticas y científicas y monumentos históricos. Como resultado de este trabajo, el Pacto Roerich fue firmado el 15 de abril de 1935 por los jefes de 22 países.
En enero de 1948, después de la muerte de su esposo, Roerich, junto con su hijo mayor, se mudaron a Delhi y luego a Khandala (el suburbio de Bombay), donde habían esperado un barco de vapor de Rusia con sus visas de entrada. Pero Rusia negó sus visas. Hicieron su hogar en Kalimpong, aunque ella seguía esperando regresar a Rusia. Desafortunadamente, sus numerosas solicitudes quedaron sin respuesta.

### Muerte
Roerich murió el 5 de octubre de 1955. En el lugar de su cremación los lamas levantaron una estupa blanca sobre la que se grabó el siguiente epitafio: "Helena Roerich, esposa de Nicholas Roerich, pensador y escritor, viejo amigo de la India".

## Legado

### Planeta menor

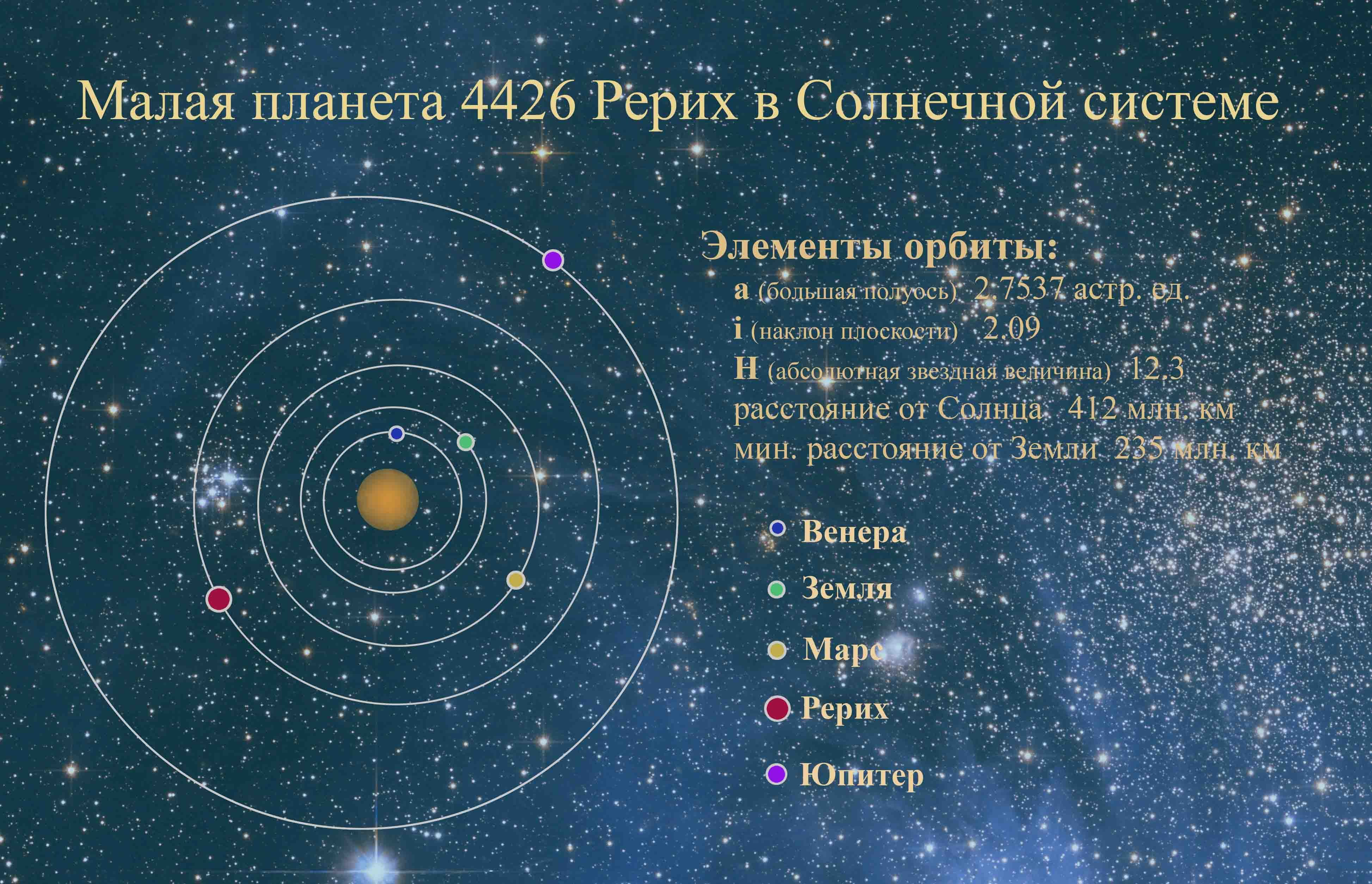
Planeta menor 4426 Roerich en Sistema Solar

El 15 de octubre de 1969, los astrónomos del Observatorio Astrofísico de Crimea Nikolái Stepánovich Chernyj y Liudmila Ivánovna Chernyj descubrieron un planeta menor del Sistema solar. Este planeta fue nombrado en honor a la familia Roerichs. Fue numerado 4426.

### Otro
El 6 de julio de 1978, un grupo de alpinistas renombró un paso entre los picos "Roerich" y Belukha "Urusvati" en honor a Roerich.
El 9 de octubre de 1999, durante las celebraciones del jubileo dedicadas al 125 aniversario del cumpleaños de N.K. Roerich y el 120 aniversario de la muerte de Roerich, se erigió un monumento cerca de la entrada del Centro Internacional de Roerich. Este monumento es una escultura de Nicholas Konstantonovich y Helena Roerich.
En 1999, el International Centre of the Roerich's instituyó una medalla de jubileo "Helena Roerich" dedicada al 120 aniversario de H.I. Roerich.
En abril de 2003, la facultad de artes que lleva el nombre de Roerich comenzó a trabajar en el edificio del Instituto "Urusvati" (India).
En 2005, se inauguró el museo de Helena Roerich en una mansión retirada de dos pisos conocida como "Crookety House" en Kalimpong. Aquí Roerich trabajó durante los últimos años de su vida. La apertura del museo se programó para el 50 aniversario de su muerte.
Se fundó una biblioteca pública que lleva el nombre de Roerich en el pueblo Altaico de Ust-Koksa. En 2007, la biblioteca albergaba cerca de 75 mil publicaciones. Más de 1600 personas han utilizado su servicio. Desde 2003, la biblioteca ha sido miembro de la Asociación Rusa de Bibliotecas y miembro colectivo de la asociación internacional de bibliotecas IFLA.
En 2001 se creó en Moscú una fundación benéfica que lleva el nombre de Roerich para financiar programas dedicados a la popularización del patrimonio de Roerich y el desarrollo de actividades culturales. La fundación fomenta la actividad en el campo de la educación, la ciencia, la cultura, el arte y la ilustración. Una de las direcciones de la actividad de la fundación es la revelación de jóvenes talentos en diversos campos del arte y ayudarlos a proteger y desarrollar sus habilidades creativas. La fundación que lleva su nombre instituyó un premio internacional que lleva el nombre de Roerich para fomentar la investigación científica relacionada con el patrimonio científico y filosófico de Roerich.

### Pinturas de N. Roerich dedicadas a Roerich
- Holder of the world (She who carries a stone)
- She who leads
- From beyond
- Agni Yoga

## Obras
- Leaves of Morya's Garden II
- New Era Community
- Agni Yoga
- Infinity I
- Infinity II
- Hierarchy
- Heart
- Fiery World I
- Fiery World II
- Fiery World III
- Aum
- Brotherhood
- Supermundane I
- Supermundane II
- Supermundane III
- Supermundane IV
- Letters of Helena Roerich, Vol. I-IX
- On Eastern Crossroads
- Foundations of Buddhism
- Three key
- Theory and Practice of Agny-yoga
- Light from the East
- The banner of St. Sergius of Radonezh